# USS Mapiro (SS-376)
USS Mapiro (SS-376) là một  tàu ngầm lớp Balao được Hải quân Hoa Kỳ chế tạo trong Chiến tranh Thế giới thứ hai. Nó là chiếc tàu chiến duy nhất của Hải quân Hoa Kỳ được đặt cái tên này, theo tên họ cá bống dừa. Nó đã phục vụ trong giai đoạn kết thúc Thế Chiến II, chỉ tham gia một chuyến tuần tra duy nhất và được cho ngừng hoạt động sau khi xung đột chấm dứt vào năm 1946. Con tàu được chuyển cho Thổ Nhĩ Kỳ vào năm 1960 để tiếp tục hoạt động như là chiếc TCG Piri Reis (S 343) cho đến năm 1973, rồi cuối cùng bị bán để tháo dỡ vào năm 1980.

## Thiết kế và chế tạo
Thiết kế của lớp Balao được cải tiến dựa trên  tàu ngầm lớp Gato dẫn trước, là một kiểu tàu ngầm hạm đội có tốc độ trên mặt nước cao, tầm hoạt động xa và vũ khí mạnh để tháp tùng hạm đội chiến trận. Khác biệt chính so với lớp Gato là ở cấu trúc lườn chịu áp lực bên trong dày hơn, và sử dụng thép có độ đàn hồi cao (HTS: High-Tensile Steel), cho phép lặn sâu hơn đến 400 ft (120 m). Con tàu dài 311 ft 9 in (95,02 m) và có trọng lượng choán nước 1.526 tấn Anh (1.550 t) khi nổi và 2.424 tấn Anh (2.463 t) khi lặn. Chúng trang bị động cơ diesel dẫn động máy phát điện để cung cấp điện năng cho bốn động cơ điện, đạt được công suất 5.400 shp (4.000 kW) khi nổi và 2.740 shp (2.040 kW) khi lặn, cho phép đạt tốc độ tối đa 20,25 hải lý trên giờ (37,50 km/h) và 8,75 hải lý trên giờ (16,21 km/h) tương ứng. Tầm xa hoạt động là 11.000 hải lý (20.000 km) khi đi trên mặt nước ở tốc độ 10 hải lý trên giờ (19 km/h) và có thể hoạt động kéo dài đến 75 ngày.
Tương tự như lớp Gato dẫn trước, lớp Balao được trang bị mười ống phóng ngư lôi 21 in (530 mm), gồm sáu ống trước mũi và bốn ống phía phía đuôi tàu, chúng mang theo tối đa 24 quả ngư lôi. Vũ khí trên boong tàu gồm một hải pháo 4 inch/50 caliber, một khẩu pháo phòng không Bofors 40 mm nòng đơn và một khẩu đội Oerlikon 20 mm nòng đôi, kèm theo hai súng máy .50 caliber. Trên tháp chỉ huy, ngoài hai kính tiềm vọng, nó còn trang bị ăn-ten radar SD phòng không và SJ dò tìm mặt biển. Tiện nghi cho thủy thủ đoàn bao gồm điều hòa không khí, thực phẩm trữ lạnh, máy lọc nước, máy giặt và giường ngủ cho hầu hết mọi người, giúp họ chịu đựng cái nóng nhiệt đới tại Thái Bình Dương cùng những chuyến tuần tra kéo dài đến hai tháng rưỡi.
Mapiro được đặt lườn tại xưởng tàu của hãng Manitowoc Shipbuilding Company ở Manitowoc, Wisconsin vào ngày 30 tháng 5, 1944. Nó được hạ thủy vào ngày 9 tháng 11, 1944, được đỡ đầu bởi bà Philip H. Ross, và được cho nhập biên chế cùng Hải quân Hoa Kỳ vào ngày 30 tháng 4, 1945 dưới quyền chỉ huy của Hạm trưởng, Trung tá Hải quân Vincent Ambrose Sisler, Jr.

## Lịch sử hoạt động

### USSMapiro
Sau khi hoàn tất việc thử nghiệm tại hồ Michigan, Mapiro được đưa lên một ụ nổi tại Lockport, Illinois, và được kéo đi băng qua sông Chicago và dọc theo sông Mississippi, đi đến New Orleans, Louisiana. Nó khởi hành vào ngày 31 tháng 5, 1945 để đi sang vùng kênh đào Panama, đi đến Balboa, Panama vào ngày 5 tháng 6, nơi nó tiếp tục được huấn luyện cho đến ngày 28 tháng 6. Nó cùng với tàu ngầm Cutlass (SS-478) lên đường hướng sang khu vực Thái Bình Dương, đi đến Trân Châu Cảng vào ngày 15 tháng 7. 
Khởi hành vào ngày 4 tháng 8 cho chuyến tuần tra duy nhất trong chiến tranh, Mapiro hướng sang khu vực quần đảo Mariana, nhưng chỉ đi đến vào đúng ngày 15 tháng 8, khi Nhật Bản chấp nhận đầu hàng, giúp chấm dứt vĩnh viễn cuộc xung đột. Nó tiếp tục hoạt động tuần tra trinh sát cho đến khi được lệnh quay trở về Hoa Kỳ, về đến San Francisco vào ngày 25 tháng 9. Con tàu đi vào Xưởng hải quân Mare Island vào ngày 16 tháng 3, 1946, nơi nó được cho xuất biên chế vào ngày 1 tháng 1, 1947 và được đưa về Hạm đội Dự bị Thái Bình Dương.

### TCGPirireis(S-343)
Vào năm 1960, Mapiro được hiện đại hóa trong khuôn khổ Chương trình Công suất đẩy dưới nước lớn hơn (GUPPY), giúp cải thiện đáng kể tốc độ lặn dưới nước và tầm xa hoạt động. Đến ngày 18 tháng 3, trong khuôn khổ Chương trình viện trợ quân sự, nó được chuyển giao cho Thổ Nhĩ Kỳ và phục vụ cùng Hải quân Thổ Nhĩ Kỳ như là chiếc TCG Pirireis (S-343), trở thành chiếc tàu chiến đầu tiên của Hải quân Thổ Nhĩ Kỳ được đặt cái tên này, theo tên Piri Reis (khoảng 1465–1554), Đô đốc Đế quốc Ottoman và là một người vẽ bản đồ nổi bật.
Cùng với thủy thủ đoàn người Thổ Nhĩ Kỳ, Pirireis rời San Francisco vào ngày 16 tháng 5, 1960 để đi Istanbul ngang qua kênh đào Panama, về đến căn cứ Gölcük vào ngày 23 tháng 6. Nó nhập biên chế cùng Hải quân Thổ Nhĩ Kỳ vào ngày hôm sau,  và hoạt động cho đến khi rút biên chế vào năm 1973. Tên nó được cho rút khỏi danh sách Đăng bạ Hải quân Hoa Kỳ và chuyển sở hữu cho Thổ Nhĩ Kỳ vào ngày 1 tháng 8, 1973; con tàu bị tháo dỡ vào năm 1980.

## Phần thưởng
Nguồn: Navsource Naval History
|  |  |  |

| Huân chương Chiến dịch Hoa Kỳ | Huân chương Chiến dịch Châu Á-Thái Bình Dương | Huân chương Chiến thắng Thế Chiến II |